# اشترنگن
اشترنگن (به آلمانی: Strengen) یک شهر در اتریش است که در ناحیه لاندک واقع شده‌است. اشترنگن ۲۳٫۲ کیلومتر مربع مساحت دارد ۱٬۰۱۲ متر بالاتر از سطح دریا واقع شده‌است.